# Bakasana

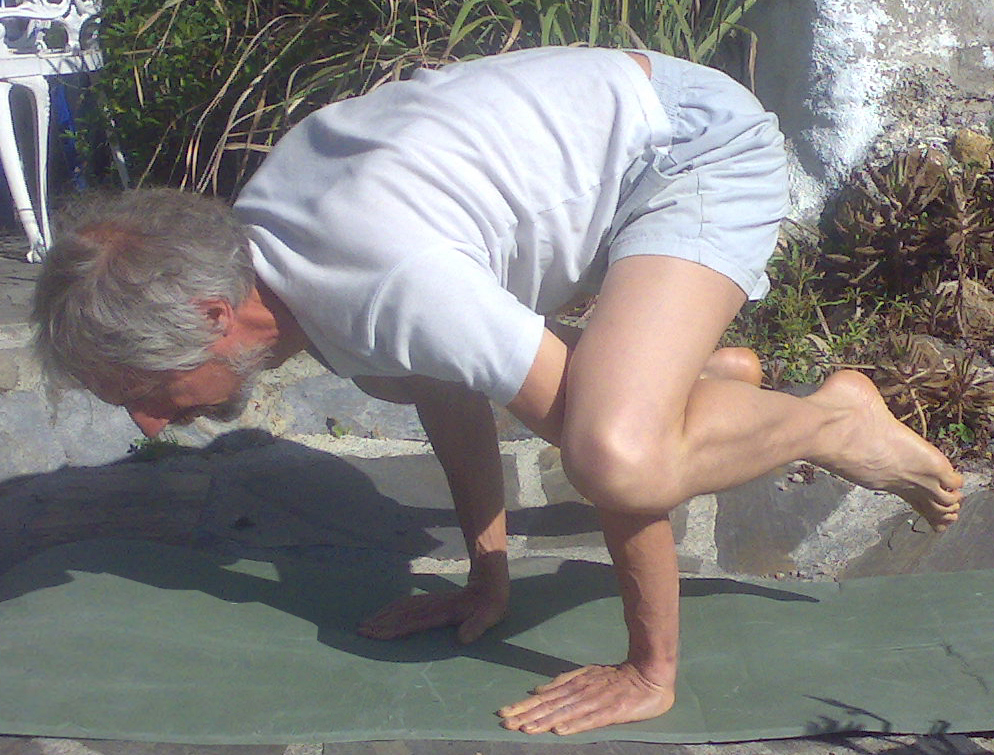
Bakasana

Bakasana (Sanskriet voor reigerhouding) is een veelvoorkomende houding of asana.
| Sanskriet | vertaling                   |
| bakasanna | reiger, kraanvogel          |
| asana     | houding (letterlijk: 'zit') |

## Beschrijving
Deze houding begint gehurkt, met de tenen en de knieën naar buiten geopend. Zet de handpalm op de grond onder de schouders, met de vingers gespreid. Leun voorover, zodat het gewicht in de handen wordt geduwd. Zorg ervoor dat de ellebogen gebogen zijn en breng de romp naar voren. Trek de in deze beweging de knieën verder in en zet ze tegen de bovenarmen aan. Richt uw blik op een punt voor u, zodat het evenwicht beter bewaard wordt. Het evenwicht wordt ook vergroot door het strekken van de stuit en de borst. Houdt deze houding enkele in- en uitademingen vast.